# Uroctea lesserti
Espèce
Synonymes
- Uroctea undecimmaculata Schenkel, 1953
- Uroctea joannisi Schenkel, 1963

Uroctea lesserti est une espèce d'araignées aranéomorphes de la famille des Oecobiidae.

## Distribution
Cette espèce se rencontre en Chine au Heilongjiang, au Jilin, au Liaoning, au Hebei, au Shandong, au Jiangsu, au Hubei, au Henan, au Shanxi, au Gansu et à Pékin et en Corée du Sud,.

## Description
Les mâles mesurent de 5,50 à 6,31 mm et les femelles de 8,29 à 8,50 mm.

## Publication originale
- Schenkel, 1936 : Schwedisch-chinesische wissenschaftliche Expedition nach den nordwestlichen Provinzen Chinas, unter Leitung von Dr Sven Hedin und Prof. Sü Ping-chang. Araneae gesammelt vom schwedischen Artz der Exped. Arkiv för zoologi, vol. 29, no A1, p. 1-314.